# Беллино-Фендерих
Белли́но-Фендери́х — новороссийский механический и чугунолитейный завод.

## История названия
В 1810 году Себастьян Фендерих и его жена Христина открыли небольшой магазин на Александровском проспекте Одессы. Позднее в дело вступил муж их дочери — Адольф Беллино. Первоначально фирма вела посудно-галантерейную торговлю, но с конца 50-х годов XIX века переориентировалась на торговлю земледельческими машинами и орудиями. Для их починки была создана мастерская, в дальнейшем ставшая началом завода «Беллино-Фендерих».

## Возникновение завода
В 1865 году в Одессе основывается «Высочайше утверждённое товарищество механическаго и чугунно-литейнаго завода „Беллино-Фендерихъ“». Предметом его производства стала сельскохозяйственная техника, локомобили, портовые механизмы.

## Развитие деятельности
В 1873 году предприятие, получив название «Новороссийский механический и чугунолитейный завод», с целью расширения производства преобразуется в паевое товарищество «Беллино-Фендерих». Постепенно оно становится одним из крупнейших предприятий своего профиля на юге Российской империи.
Основной капитал товарищества составлял 600 тысяч рублей. Оно выполняло работы по заказу Морского министерства, частных лиц и организаций. Товарищество производило широкий ассортимент металлоизделий, машин и механизмов, промышленного оборудования, земледельческих, агрономических и сельскохозяйственных орудий. Кроме завода, товариществу принадлежал одесский эллинг для подъёма кораблей на ремонт, который был построен из собственных средств на земле, полученной в концессию от правительства России.
Успешная деятельность предприятия продолжалась до начала Гражданской войны, приведшей к его разорению.

## Дальнейшая судьба
По завершении Гражданской войны, в 1924 году, завод был восстановлен, получив новое название — «Одесский станкостроительный завод им. В. И. Ленина». С 1925 года им освоено производство токарных, зубофрезерных, расточных, продольно-строгальных станков. В 1940 году на станкостроительном заводе работало 2452 человека, в том числе 362 инженерно-технических работника.
В 1941 году, после начала Второй мировой войны, завод эвакуируется в Стерлитамак, где становится «Стерлитамакским станкостроительным заводом».
Восстановление завода началось в мае 1944 года, на месте разрушенных мастерских Реммаштреста. В 1946 году предприятие было введено в строй под наименованием «Одесский станкостроительный завод» и дало первую продукцию — радиальные станки. В дальнейшем- «Одесский завод радиально-сверлильных станков».